# Saint-Jean-de-Fos
Saint-Jean-de-Fos är en kommun i departementet Hérault i regionen Occitanien i södra Frankrike. Kommunen ligger i kantonen Gignac som tillhör arrondissementet Lodève. År 2022 hade Saint-Jean-de-Fos 1 743 invånare.

## Befolkningsutveckling
Antalet invånare i kommunen Saint-Jean-de-Fos
Referens:INSEE